# Impatiens faberi
Impatiens faberi är en balsaminväxtart som beskrevs av Joseph Dalton Hooker. Impatiens faberi ingår i släktet balsaminer, och familjen balsaminväxter. Inga underarter finns listade i Catalogue of Life.